# Madai (zoon van Jafet)
Madai was volgens de Hebreeuwse Bijbel een zoon van Jafet en kleinzoon van Noach. Volgens de volkenlijst in Genesis 10 was hij de voorvader van onder andere de Meden, de Ariërs en andere volken in het huidige Iran en India.